# 高村智庸
高村 智庸 （たかむら とものぶ、1949年3月19日 - ）は、日本のテレビリポーター、元俳優。芸名: 高村玄二。

## 来歴
東京都生まれ。1971年、駒澤大学法学部卒業。大学在学中、東宝芸能アカデミーに2年間通う。卒業と同時にテレビや舞台に出演。主な出演番組に「炎の河」「分水嶺」などがある。舞台では「リア王」「オイディプス王」など蜷川幸雄演出作品に出演。 俳優志望だったが、その後リポーターに転身。
1984年よりTBS「モーニングEye」のリポーター。1997年から2015年までテレビ朝日「スーパーモーニング」のリポーターとして活躍。
豊富なリポート経験をもとに、テレビ朝日アスクで「リポーター養成セミナー」講師を務め、事件取材の基本や現場での動き方を教授する。

## 主な出演番組
ドラマ
- 「炎の河」
- 「分水嶺 (テレビドラマ)」1977年9月7日～11月30日（TBS系列）西山役。主演は近藤正臣
- 「志都という女」
- 「東芝日曜劇場」
- 「風が燃えた」
- 「虹子の冒険」
- 「夕映え天使 砂丘殺人事件の謎」1982年7月16日～9月24日（フジテレビジョン系列）戸田（刑事）役。主演は松坂慶子。
- 「早春スケッチブック」1983年1月7日～3月25日（フジテレビ系列）渡辺役。 主演は岩下志麻。
- 「闇のよぶ声」
- 「新ハングマン 第5話」1983年8月26日 アイドル・るみ子のマネージャー役
- 「あんみつ姫2（小泉今日子主演）」1983年
- 「女教師　白い肌の記憶」[1]

舞台
- 「リア王」（蜷川幸雄演出作品）
- 「志都という女」（蜷川幸雄演出作品）

情報番組
| 期間       | 期間      | 番組名                                               | 役職       |
| ---------- | --------- | ---------------------------------------------------- | ---------- |
| 1984年11月 | 1996年9月 | モーニングEye（TBS）                                 | リポーター |
| 1997年4月  | 2011年3月 | スーパーモーニング（テレビ朝日）                     | リポーター |
| 2011年4月  | 2015年3月 | 情報満載ライブショー モーニングバード!（テレビ朝日） | リポーター |

映画
- 「しあわせになろうね」1998年9月12日公開。レポーター役[5]